# 奧蘭治維爾鎮區 (印地安納州奧蘭治縣)
奧蘭治維爾鎮區（英語：Orangeville Township）是位於美國印地安納州奧蘭治縣的一個行政鎮區。

## 地方資料
根據2010年美國人口普查的數據，奧蘭治維爾鎮區的面積為72.80平方千米，當中陸地面積為72.50平方千米，而水域面積為0.30平方千米。當地共有人口658人，而人口密度為每平方千米9.04人。